# Kurové

Areál Kurů na břehu Baltského moře ve 12. století

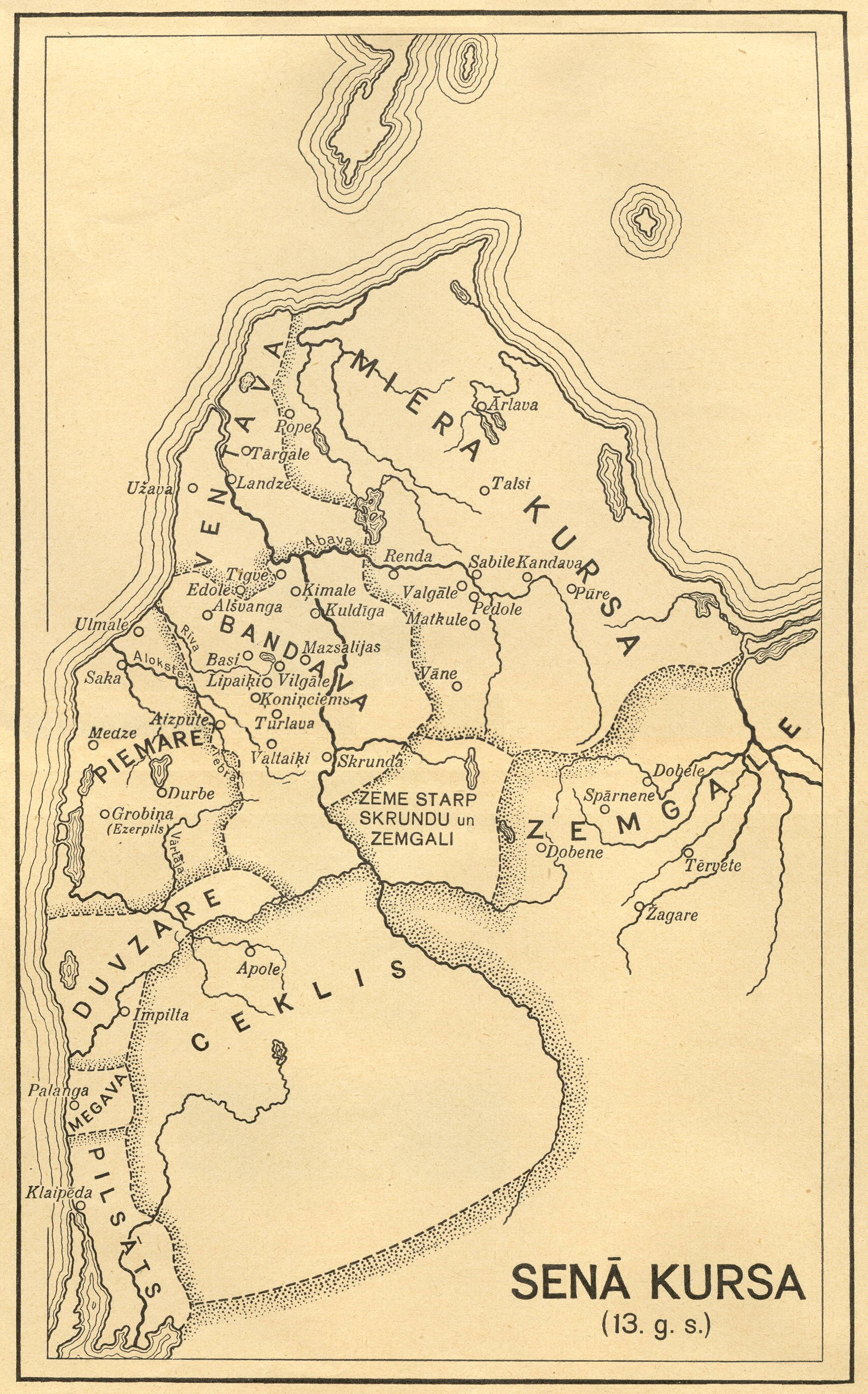
Mapa Kuronska od A. Švābeho z r. 1253 v díle Straumes un avoti; publ. A.Gulbis, 1938, Riga

Kurové nebo také Kuršové či Kuronci (kuršsky Kursi; litevsky kuršiai; lotyšsky kurši; žemaitsky kuršē; německy Kuren; latinsky Currene; polsky Kurowie) byl baltský kmen žijící na pobřeží Baltského moře. Jeho jižní hranice sahala až ke Kaunasu na dnešním území Litvy. První písemná zmínka o Kurech pochází z roku 675. Jejich nejznámějším vladařem byl Lamekins (kol. 1230), který měl titul krále (rex). V 9.–12. století již byli známými mořeplavci, obchodníky a piráty. Kronikář Saxo Grammaticus ve svých Gesta Danorum uvádí, že kmen Kuršů dosáhl břehů Dánska a Švédska.